# Will Holt
Will Holt (* 30. April 1929 in Portland (Maine); † 31. Mai 2015 in Los Angeles) war ein US-amerikanischer Singer-Songwriter, Librettist und Liedtexter. Er war zuerst und vorrangig in den 1950er Jahren als Folk-Interpret bekannt, als er frühe und einflussreiche Aufnahmen von Liedern wie Sinner Man und Lemon Tree, für das er den englischen Text verfasste, einspielte. Später wurde er als Interpret der Musik von Kurt Weill und Bertolt Brecht bekannt und leistete in den 1970er Jahren signifikante Beiträge zum Broadway-Theater.

## Leben
Will Holt wurde in Portland (Maine) geboren, wuchs aber in North Bridgton auf, und hatte schon als Kind Klavierunterricht. Er besuchte die Phillips Exeter Academy und das Williams College und studierte dann bei dem Folksänger Richard Dyer-Bennet an der School for American Minstrels in Aspen (Colorado). Um 1950 bereiste er Europe per Motorrad, sammelte Folksongs und trat in Musikclubs auf, bevor er zurückkehrte, um seinen Wehrdienst in der US Air Force zu leisten. Nachdem er die Sängerin und Schauspielerin Dolly Jonah (1930–1983) geheiratet hatte, mit der zusammen er auch auftrat und Schallplatten aufnahm, ließen sie sich in West Village, Manhattan nieder. Er sang regelmäßig in Clubs in New York City, St. Louis, Las Vegas und anderswo, nahm Mitte der 1950er Jahre seine erste LP The World of Will Holt für das Label Coral auf, und veröffentlichte später auf verschiedenen Plattenlabels, darunter Elektra, Stinson und Atlantic.
In den 1950er und 1960er Jahren war er primär als Folksänger und Interpret von Liedern anderer Autoren bekannt, darunter besonders von Titeln von Kurt Weill und Bertolt Brecht in Aufführungen und Aufnahmen gemeinsam mit der Sopranistin Martha Schlamme. Seine Aufnahme von Sinner Man von 1956 mit dem Les Baxter Orchestra war die erste Version dieses Songs unter diesem Titel, obwohl sie auf einem älteren Spiritual beruht, und stellte die Vorlage für spätere Aufnahmen etwa von The Weavers und Nina Simone dar. Sein Lied Lemon Tree aus dem Jahr 1957 fügte einen englischen Text zu dem brasilianischen Folksong Meu limão, meu limoeiro hinzu, und wurde später u. a. von Peter, Paul and Mary, The Kingston Trio, The Seekers, Sandie Shaw und Trini Lopez aufgenommen. Holt schrieb auch den Song Raspberries, Strawberries, der 1960 vom Kingston Trio aufgenommen wurde. Dieser Song hat einen teilweise französischen Text.
1963 gelang ihm mit seiner Off-Broadway-Show The World of Kurt Weill in Song, die er mit Martha Schlamme aufführte, ein unerwarteter Erfolg bei den Kritikern und an der Theaterkasse, der ihm ein neues Publikum erschloss, und durch den er fortan mit Kompositionen von Brecht und Weill assoziiert wurde. Er verfasste auch Einakter und Kurzstücke die off-Broadway aufgeführt wurden, darunter 1965 That 5 A.M. Jazz. Im selben Jahr verfasste er eine Tribut-Show für Leonard Bernsteins Bühnenmusik. Sei Broadway-Debüt war 1969 das Musical Come Summer, das von den Kritikern verrissen wurde, hatte aber Erfolg mit The Me Nobody Knows, das auf Geschichten basierte, die New Yorker Kinder verfasst hatten. Die Show lief fast ein Jahr und brachte ihm den Drama Desk Award als vielversprechendster Musical-Autor und eine Tony-Nominierung für die besen Songtexte ein.
1974 schrieb Holt das Buch für das Musical Over Here! für zwei der Andrews Sisters, ein nostalgischer Blick auf die Heimatfront im Zweiten Weltkrieg, mit Songs, die von den Sherman Brothers beigesteuert wurden. Im folgenden Jahr war er Ko-Autor, zusammen mit der Sängerin und Schauspielerin Linda Hopkins, bei der Revue Me and Bessie über das Leben und die Karriere von Bessie Smith. 1976 arbeitete er mit George Abbott und Richard Adler zusammen an Music Is, einer Adaptation von William Shakespeares Was ihr wollt.  Er verfasste auch die Songtexte für das Musical Platinum aus dem Jahr 1978, das Alexis Smith als Filmstar zeigt, die ein Comeback als Rock-Sängerin versucht. Sein letztes Broadway-Projekt war 1979 das Revival von A Kurt Weill Cabaret, in dem er sowohl selbst auftrat als auch einige der Texte übersetzte. 1988 gewann er den Los Angeles Dramalogue Critics Award für A Walk on the Wild Side, ein Musical basierend auf Nelson Algrens gleichnamigem Roman. JFK: A Musical Drama wurde 1997 in Dublin, Irland produziert.
Holt starb am 31. Mai 2015 in Los Angeles im Alter von 86 Jahren an den Folgen der Alzheimer-Krankheit.

## Diskografie
- The World of Will Holt (Coral, 1957)
- The Exciting Artistry of Will Holt (Elektra, 1959)
- Pills To Purge Melancholy (Stinson, 1959)
- On the Brink (with Dolly Jonah) (Atlantic, 1961)
- A Will Holt Concert (Stinson, 1963)
- A Kurt Weill Cabaret (with Martha Schlamme) (MGM, 1963)